# NGC 7047
NGC 7047 is een balkspiraalstelsel in het sterrenbeeld Waterman. Het hemelobject werd op 20 augustus 1873 ontdekt door de Franse astronoom Édouard Jean-Marie Stephan.

## Synoniemen
- UGC 11712
- MCG 0-54-10
- ZWG 375.23
- IRAS 21138-0102
- PGC 66461